# Gentiana serra
Gentiana serra är en gentianaväxtart som beskrevs av Adrien René Franchet. Gentiana serra ingår i släktet gentianor, och familjen gentianaväxter. Inga underarter finns listade i Catalogue of Life.